# Glaucine
Glaucine là một loại alkaloid được tìm thấy ở một số loài thực vật khác nhau trong họ Papaveraceae như Glaucium flavum, Glaucium oxylobum và Corydalis yanhusuo, và trong các cây khác như Croton lechleri.
Nó có tác dụng giãn phế quản và chống viêm, hoạt động như một chất ức chế PDE4 và thuốc chẹn kênh calci, và được sử dụng y tế như một chất chống ho ở một số nước. Glaucine có thể tạo ra các tác dụng phụ như an thần, mệt mỏi và gây hiệu ứng ảo giác đặc trưng bởi hình ảnh trực quan đầy màu sắc, và đã được phát hiện là một loại thuốc thần kinh mới. Trong một ấn phẩm năm 2019 , đồng phân (R) -glaucine được báo cáo là chất điều chế biến cấu dương tính của thụ thể 5-HT2A, cũng liên quan đến tác dụng gây ảo giác của các chất như psilocybin và mescaline.

## Đồng phân lập thể
Dạng (S) của glaucine xảy ra trong tự nhiên, nhưng dạng (R) thì không. 
| Glaucine </br> (2 đồng phân lập thể)         | Glaucine </br> (2 đồng phân lập thể)               |
| -------------------------------------------- | -------------------------------------------------- |
| liên_kết=\| (S) -Glaucine </br> (S) cấu hình | liên_kết=\| (R) -Glaucine </br> (R) -định cấu hình |

## Cơ chế hoạt động
Glaucine liên kết với vị trí benzothiazepine trên L-type Ca 2+ -channels, do đó ngăn chặn các kênh ion calci trong cơ trơn như phế quản của con người. Glaucine không có tác dụng đối với các cửa hàng calci nội bào, nhưng thay vào đó, không cho phép sự xâm nhập của Ca 2+ sau khi các cửa hàng nội bào đã cạn kiệt. Ca 2+ là một thành phần quan trọng trong quá trình co cơ, và việc ngăn chặn dòng này do đó làm giảm khả năng co bóp của cơ. Bằng cách này, glaucine có thể ngăn chặn cơ trơn co thắt, cho phép nó thư giãn.
Glaucine cũng đã được chứng minh là một chất đối kháng thụ thể dopamine, ủng hộ các thụ thể giống D1 và D1. Nó cũng là một chất ức chế chọn lọc không cạnh tranh của PDE4 trong mô phế quản và bạch cầu hạt của người. PDE4 là một isoenzyme thủy phân AMP tuần hoàn để điều chỉnh trương lực phế quản của con người (cùng với PDE3). Tuy nhiên, là một chất ức chế PDE4, glaucine có hiệu lực rất thấp.
Glaucine cũng có thời gian gần đây  được tìm thấy có ảnh hưởng đến tế bào thần kinh thụ thể 5-HT2A, đó là chịu trách nhiệm về hiệu ứng ảo giác của cổ điển psychedelics.

## Sử dụng lâm sàng
Nó hiện đang được sử dụng như một chất chống hoành hành ở Iceland, cũng như Romania, Bulgaria, Nga và các nước Đông Âu khác. Công ty dược phẩm Bulgaria, Sopharma bán glaucine ở dạng viên, trong đó một liều duy nhất chứa 40   mg và thời gian bán hủy được chỉ định là 6 giờ8. Khi uống bằng miệng đã được chứng minh là làm tăng độ dẫn khí ở người, và đã được điều tra như là một điều trị cho bệnh hen suyễn.
Các nghiên cứu trên động vật chứng minh khả năng của glaucine làm giảm nhịp tim và hạ huyết áp, có lẽ bằng cùng một cơ chế đối kháng Ca 2+ -channel mà nó sử dụng để thư giãn cơ phế quản. Các nghiên cứu về tác dụng của một số alcaloid ở chuột, bao gồm glaucine, chứng minh tính chất chống co giật và chống độc. Nói cách khác; Các nghiên cứu trên động vật chỉ ra rằng glaucine cũng có thể hoạt động như một loại thuốc giảm đau ở một mức độ nhất định, mặc dù khả năng của nó về mặt này có vẻ hạn chế khi so sánh với các thuốc giảm đau khác.

## Triệu chứng và sử dụng giải trí
Các báo cáo về việc sử dụng glaucine giải trí gần đây đã được công bố, và các hiệu ứng bao gồm các triệu chứng kiểu phân ly; cảm thấy tách rời và 'ở một thế giới khác', cũng như buồn nôn, ói mửa và đồng tử giãn ra. Các báo cáo này phản ánh những tác động của việc sử dụng lâm sàng, trong đó nêu rõ các triệu chứng kiểu phân ly cũng như thờ ơ, mệt mỏi, ảo giác. Điều tra các tác dụng phụ trong bối cảnh lâm sàng cũng báo cáo rằng các hiệu ứng ảo giác biểu hiện dưới dạng hình ảnh tươi sáng và đầy màu sắc. Họ cũng báo cáo rằng bệnh nhân nhận thức rõ ràng về môi trường của họ nhưng vẫn cảm thấy tách rời khỏi nó; Bệnh nhân nhìn thấy và hiểu tất cả mọi thứ và được định hướng đủ tốt, nhưng không thể thực hiện một hành động rõ ràng và đầy đủ.
Một báo cáo cụ thể về việc sử dụng giải trí đã trở nên tồi tệ mô tả hình thức phân phối khi các viên thuốc được bán trên thị trường dưới dạng một loại thảo dược cao cấp 1-benzylpiperazine (BZP) mà bệnh nhân gọi là kẹo kẹo đầu.